# Pyrrhobryum dozyanum
Pyrrhobryum dozyanum là một loài rêu trong họ Rhizogoniaceae. Loài này được (Sande Lac.) Manuel mô tả khoa học đầu tiên năm 1980.